# Jan Bardoul
Johannes Wilhelmus Gerardus (Jan) Bardoul (Simpelveld, 28 juni 1906 – Heerlen, 24 november 1988) was een Nederlands politicus van de KVP.
Hij werd geboren als zoon van Petrus Johannes Wilhelmus Bardoul (1877-1950) en Maria Catharina Kerbusch (1879-1948). Hij heeft mulo gedaan en was aan het begin van zijn loopbaan handelsagent. In 1934 ging hij werken bij de Sociale Raad voor de Mijnstreek te Heerlen. In 1946 werd hij daarvan de secretaris maar omdat die raad zou komen te vervallen met de inwerkingtreding van de Algemene bijstandswet gaf hij die functie op om in mei 1964 burgemeester van Bocholtz te worden. In die periode begon hij daarnaast aan een rechtenstudie aan de Katholieke Universiteit Nijmegen. Vier jaar later is hij daar afgestudeerd. Begin 1969 werd duidelijk dat hij naast zijn burgemeesterschap ook advocaat wilde worden wat onder meer tot Kamervragen leidde. Het bleek dat hij naast burgemeester wel advocaat maar geen procureur mocht zijn. Midden 1971 ging Bardoul met pensioen waarna hij zich als advocaat vestigde in Heerlen. In 1988 overleed hij op 82-jarige leeftijd.